# 136 (عدد)
136 عدد صحيح. طبيعي بين 135 و136.

## في الرياضيات
- 136 عدد زوجي
- 136 له كتابة وحيدة في صيغة مجموع مربعين : 136 = 6² + 10² = 100 + 36 و كتابة وحيدة في صيغة مجموع 3 مربعات كاملة: 136 = 6² + 6² + 8² = 36 + 36 + 64. و يكتب في صيغة مجموع قوتين ل2 : {\displaystyle 2^{7}+2^{2}=136}
- 136 هو العدد المثلثي الرقم 16: 1+2+3+4+5+6+7+8+9+10+11+12+13+14+15+16 = 136
- يمكن بناء مضلع منتظم ذا 136 ضلع بالمسطرة غير المدرجة والبركار
- 136 عدد يتكرر فيه رقم واحد في نظام العد السداسي عشر (8816) و نظام العد ذا الأساس 67 (2267)